# 巨灶鸫属
是雀形目灶鸟科下的一个属。該屬均為南美洲鳥類。

## 命名歷史
本屬由德國鳥類學家路德維希·賴興巴赫於1853年為白喉巨灶鸫建立，而該物種也因單型而成為該屬模式種。其屬名是合成詞，由古希臘語中的（意為「假的」）及由赫西丘斯提及的一種名為「seisoura」之鳥類，該鳥類後來被確認是一種鹡鸰。

## 下属物种
本属包括以下物种：
- 棕巨灶鸫 Pseudoseisura cristata (Spix, 1824)
- 灰冠巨灶鸫 Pseudoseisura unirufa (d'Orbigny & Lafresnaye, 1838)
- 褐巨灶鸫 Pseudoseisura lophotes (Reichenbach, 1853)
- 白喉巨灶鸫 Pseudoseisura gutturalis (d'Orbigny & Lafresnaye, 1838)

目前也有一個化石物種歸於本屬下：
- Pseudoseisura cursor Tonni & Noriega, 2001